# Tahoma
Tahoma – bezszeryfowy krój pisma, powstały w 1994 w firmie Microsoft. Twórcą Tahomy jest Matthew Carter, a pliki fontów były po raz pierwszy dystrybuowane z systemem operacyjnym Windows 95. Microsoft zezwala na bezpłatne wykorzystywanie Tahomy (bez możliwości zmian kroju) w ramach systemu operacyjnego, z którym została dostarczona. Redystrybucja Tahomy poza systemem operacyjnym (wliczając w to wszelkiego typu update’y i aktualizacje), z którym została dostarczona, wymaga wykupienia licencji.
Tahoma ma zbliżony wygląd do Verdany, jest jednak węższa i ma mniejsze odstępy między literami. Jako czcionka do czytania na ekranie została najpierw zaprojektowana jako bitmapowa. Tahoma z atrybutem pogrubienia ma na ekranie podwojoną liczbę pikseli.
Jako krój powstały w Microsofcie, Tahoma nie była bezpośrednio dostępna w innych systemach operacyjnych (była możliwa instalacja po ściągnięciu ze stron Microsoftu). Firma Apple Inc., zgodnie z zapowiedzią z 16 października 2007 będzie rozpowszechniała swój następny system operacyjny Mac OS X 10.5 „Leopard” z wieloma fontami Microsoftu, w tym także i Tahomą.